# Kanton La Rochefoucauld
Der Kanton La Rochefoucauld war bis 2015 ein französischer Wahlkreis im Département Charente und in der damaligen Region Poitou-Charentes. Er umfasste 16 Gemeinden im Arrondissement Angoulême; sein Hauptort (frz.: chef-lieu) war La Rochefoucauld. Die landesweiten Änderungen in der Zusammensetzung der Kantone brachten im März 2015 seine Auflösung. Vertreter im Generalrat des Départements war zuletzt für die Jahre 2001–2015 Guy Branchut (PS).
Der Kanton La Rochefoucauld war 277,70 km2 groß und hatte 19.274 Einwohner (Stand: 2012).

## Gemeinden
| Gemeinde                    | Einwohner Jahr | Fläche km² | Bevölkerungsdichte | Code INSEE | Postleitzahl |
| --------------------------- | -------------- | ---------- | ------------------ | ---------- | ------------ |
| Agris                       | 836 (2013)     | 18,74      | 45 Einw./km²       | 16003      | 16110        |
| Brie                        | 4.253 (2013)   | 34,05      | 125 Einw./km²      | 16061      | 16590        |
| Bunzac                      | 471 (2013)     | 13,32      | 35 Einw./km²       | 16067      | 16110        |
| Chazelles                   | 1.525 (2013)   | 25,8       | 59 Einw./km²       | 16093      | 16380        |
| Coulgens                    | 515 (2013)     | 11,7       | 44 Einw./km²       | 16107      | 16560        |
| Jauldes                     | 772 (2013)     | 25,59      | 30 Einw./km²       | 16168      | 16560        |
| Marillac-le-Franc           | 836 (2013)     | 14,49      | 58 Einw./km²       | 16209      | 16110        |
| Pranzac                     | 910 (2013)     | 15,06      | 60 Einw./km²       | 16269      | 16110        |
| Rancogne                    | 388 (2013)     | 12,52      | 31 Einw./km²       | 16274      | 16110        |
| Rivières                    | 1.927 (2013)   | 21,54      | 89 Einw./km²       | 16280      | 16110        |
| La Rochefoucauld            | 2.859 (2013)   | 7,21       | 397 Einw./km²      | 16281      | 16110        |
| La Rochette                 | 541 (2013)     | 10,99      | 49 Einw./km²       | 16282      | 16110        |
| Saint-Projet-Saint-Constant | 1.094 (2013)   | 16,94      | 65 Einw./km²       | 16344      | 16110        |
| Taponnat-Fleurignac         | 1.562 (2013)   | 21,49      | 73 Einw./km²       | 16379      | 16110        |
| Vilhonneur                  | 371 (2013)     | 9,36       | 40 Einw./km²       | 16406      | 16220        |
| Yvrac-et-Malleyrand         | 523 (2013)     | 18,9       | 28 Einw./km²       | 16425      | 16110        |